# Bordovice
Bordovice è un comune della Repubblica Ceca facente parte del distretto di Nový Jičín, nella regione della Moravia-Slesia.